# Orgilus punctulator
Orgilus punctulator är en stekelart som först beskrevs av Christian Gottfried Daniel Nees von Esenbeck 1812.  Orgilus punctulator ingår i släktet Orgilus och familjen bracksteklar. Arten är reproducerande i Sverige. Utöver nominatformen finns också underarten O. p. rufiventris.